# DDR-Oberliga 1957
In 1957 werd het negende seizoen van de DDR-Oberliga gespeeld, de hoogste klasse van de DDR. SC Wismut Karl-Marx-Stadt werd kampioen. Het seizoen liep van 17 maart 1957 tot 1 december 1957.

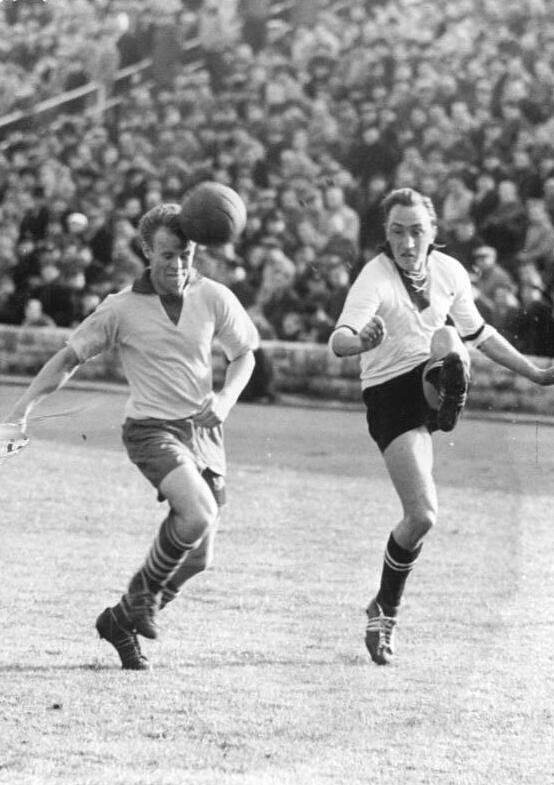
4de speeldag: Babelsbergs Werner Gießler tegen Vorwärts' Hans Küchler.

## Seizoensverloop
De titelstrijd ging tussen Wismut Karl-Marx-Stadt en Vorwärts Berlin. De beslissing viel twee speeldagen voor het einde in een directe confrontatie die door Berlin verloren werd waardoor Wismut niet meer ingehaald kon worden. 
Ook de beslissing in de degradatiezone viel in een onderling duel op de laatste speeldag. Terwijl Motor Karl-Marx-Stadt al veroordeeld was was het tweede ticket nog niet zeker. Stendal stond één punt voor Motor Zwickau en twee voor Chemie Halle-Leuna en moest tegen Halle spelen. De club verloor met 0:3 en nadat ook Zwickau van Jena won degradeerde Stendal.
Er kwamen 2.065.000 toeschouwers naar de 182 Oberligawedstrijden, wat neerkomt op 11.350 per wedstrijd. 

### Eindstand
|     | Club                            | Wed | W  | G  | V  | Saldo | Ptn |
| --- | ------------------------------- | --- | -- | -- | -- | ----- | --- |
| 1.  | SC Wismut Karl-Marx-Stadt (K)   | 26  | 16 | 4  | 6  | 49:28 | 36  |
| 2.  | ASK Vorwärts Berlin             | 26  | 13 | 7  | 6  | 45:22 | 33  |
| 3.  | SC Rotation Leipzig             | 26  | 12 | 8  | 6  | 40:29 | 32  |
| 4.  | SC Motor Jena (N)               | 26  | 11 | 6  | 9  | 41:29 | 28  |
| 5.  | SC Aktivist Brieske-Senftenberg | 26  | 11 | 6  | 9  | 33:26 | 28  |
| 6.  | SC Turbine Erfurt               | 26  | 10 | 7  | 9  | 37:33 | 27  |
| 7.  | SC Lokomotive Leipzig           | 26  | 9  | 8  | 9  | 36:32 | 26  |
| 8.  | SC Einheit Dresden              | 26  | 8  | 9  | 9  | 40:44 | 25  |
| 9.  | SC Fortschritt Weißenfels       | 26  | 8  | 7  | 11 | 38:38 | 23  |
| 10. | BSG Motor Zwickau               | 26  | 9  | 5  | 12 | 35:43 | 23  |
| 11. | BSG Rotation Babelsberg         | 26  | 8  | 7  | 11 | 29:44 | 23  |
| 12. | SC Chemie Halle-Leuna (N, P)    | 26  | 9  | 4  | 13 | 42:51 | 22  |
| 13. | BSG Lokomotive Stendal          | 26  | 9  | 4  | 13 | 28:43 | 22  |
| 14. | SC Motor Karl-Marx-Stadt        | 26  | 3  | 10 | 13 | 31:62 | 16  |

| (K) | Titelverdediger            |
| (B) | Bekerwinnaar vorig seizoen |
| (N) | Gepromoveerd               |

## Topschutters
Er vielen 524 goals wat neerkomt op 2,88 per wedstrijd. Vorwärts Berlin behaaldem et 9:0 tegen Motor Zwickau de hoogste zege op de 18de speeldag. Ook in de wedstrijd Chemie Halle-Leuna tegen Motor Karl-Marx-Stadt (8:1) vielen er negen doelpunten. 
|    | Speler              | Club                      | Goals |
| -- | ------------------- | ------------------------- | ----- |
| 1. | Heinz Kaulmann      | ASK Vorwärts Berlin       | 15    |
| 2. | Siegfried Aldermann | BSG Rotation Babelsberg   | 13    |
| 3. | Kurt Viertel        | SC Wismut Karl-Marx-Stadt | 12    |
| 4. | Willy Tröger        | SC Wismut Karl-Marx-Stadt | 11    |
| 5. | Reinhard Franz      | BSG Motor Zwickau         | 10    |

## Europees
Europacup I
| Ronde | Team #1                   | Tot.  | Team #2                   | 1ste wed | 2de wed | 3de wed |
| ----- | ------------------------- | ----- | ------------------------- | -------- | ------- | ------- |
| Q     | SC Wismut Karl-Marx-Stadt | 4 - 4 | Petrolul Ploiești         | 4 - 2    | 0 - 2   | 4 - 0   |
| 1R    | IFK Göteborg              | 2 - 6 | SC Wismut Karl-Marx-Stadt | 2 - 2    | 0 - 4   | /       |
| 1/4   | BSC Young Boys            | 2 - 2 | SC Wismut Karl-Marx-Stadt | 2 - 2    | 0 - 0   | 2-1     |

Jaarbeursstedenbeker
| Ronde | Team #1    | Tot.   | Team #2         | 1ste wed | 2de wed | 3de wed |
| ----- | ---------- | ------ | --------------- | -------- | ------- | ------- |
| GF    | Leipzig XI | 9 - 10 | Lausanne Sports | 6 - 3    | 3 - 7   | /       |

| Team               | Ptn | Wed | W | G | V | DV | DT | DS |
| ------------------ | --- | --- | - | - | - | -- | -- | -- |
| 1. Lausanne Sports | 2   | 2   | 1 | 0 | 1 | 10 | 9  | +1 |
| 2. Leipzig XI      | 2   | 2   | 1 | 0 | 1 | 9  | 10 | -1 |
| 3. Keulen XI       | 0   | 0   | 0 | 0 | 0 | 0  | 0  | 0  |